# Claus Juell
Claus Ludvig Juell (* 5. Februar 1902 in Moss; † 19. Dezember 1979 ebenda) war ein norwegischer Segler.

## Erfolge
Claus Juell, Mitglied des Kongelig Norsk Seilforening (KNS), wurde 1920 in Antwerpen bei den Olympischen Spielen in der 10-Meter-Klasse nach der International Rule von 1907 Olympiasieger. Er war Crewmitglied der Eleda, die als einziges Boot seiner Klasse teilnahm. Der Eleda, deren Crew außerdem aus Ingar Nielsen, Gunnar Jamvold, Peter Jamvold, Sigurd Holter und Ole Sørensen und Skipper Erik Herseth bestand, genügte mangels Konkurrenz in zwei Wettfahrten jeweils das Erreichen des Ziels zum Gewinn der Goldmedaille.